# Daventry
Koordinaten: 52° 15′ N, 1° 10′ W
Daventry ist eine Stadt in der zeremoniellen Grafschaft Northamptonshire in England. Die Einwohnerzahl beträgt 22.367 (Stand: 2001). Der Ort ist Partnerstadt von Westerburg in Rheinland-Pfalz. Von 1974 bis 2021 war Daventry Verwaltungssitz des gleichnamigen Distrikts innerhalb der Verwaltungsgrafschaft Northamptonshire. Seit der Verwaltungsreform von 2021 liegt sie in der Unitary Authority West Northamptonshire.

## Geschichte
Auf dem „Borough Hill“, einem auf dem Stadtgebiet gelegenen 199 Meter hohen Hügel, wurden Reste von Befestigungsanlagen aus der Eisenzeit und Gebäuden aus der Zeit des Römischen Reichs gefunden. Um diesen Hügel entstand ab dem frühen Mittelalter auch der heutige Ort Daventry. Der Name des Ortes leitet sich dabei von Daefantreo, einem „Baum von Dafa“, her. Über die Jahre veränderten sich Schreib- und Sprechweise des Namens – so enthalten Aufzeichnungen von 1085 den Namen Daventrei, gefolgt von Dauentry (1124) und Davintria (1200).
Im Jahre 1255 wurde Daventry das Marktrecht verliehen. Durch seine verkehrsgünstige Lage an einem der Hauptverbindungswege zwischen London und Coventry übernahm Daventry in Folge schrittweise Aufgaben umliegender Marktgemeinden wie Catesby, Fawsley, Flore und Long Buckby. 1576 erhielt der Ort durch Königin Elisabeth I. den Status eines Boroughs, den er bis zur 1974 erfolgten Gründung des heutigen Distrikts Daventry behielt.

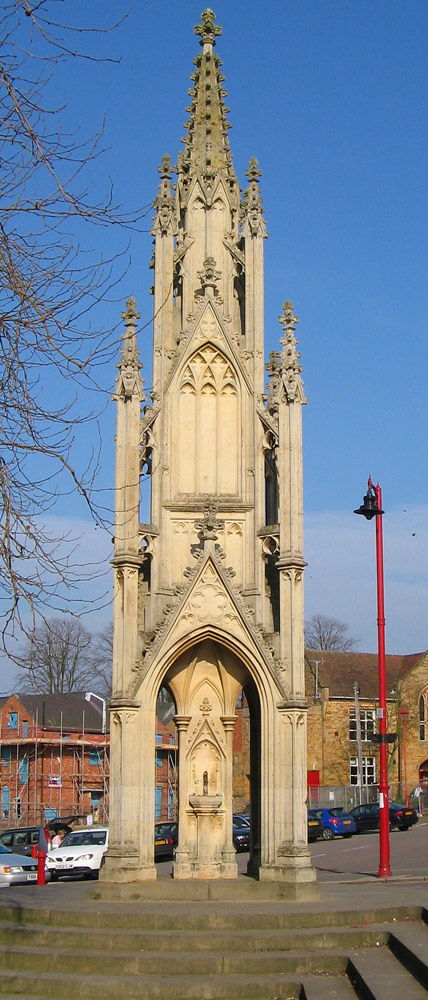
Burton Memorial

Die Industrielle Revolution hatte nur geringe Auswirkungen auf Daventry, nachdem der Ort seine frühere verkehrsgünstige Lage eingebüßt hatte. Der Grand Junction Canal, ein Kanal zwischen London-Brentford an der Themse und Braunston nahe Rugby und heute Teil des Grand-Union-Kanals, wurde zwischen 1793 und 1805 einige Kilometer nördlich von Daventry gebaut. Die 1838 eröffnete Bahnstrecke der London and Birmingham Railway wurde ebenso nördlich und nordöstlich der Stadt über Long Buckby verlegt. Erst 1888 erhielt Daventry über eine 1895 bis Leamington Spa verlängerte und in den 1960er-Jahren stillgelegte Nebenbahn Anschluss an das Eisenbahnnetz.
Die BBC begann 1923 mit dem Bau einer Sendestation auf dem „Borough Hill“, die 1925 in Betrieb genommen wurde. Über Jahrzehnte wurde von dort das Programm des BBC World Service ausgestrahlt. Robert Watson-Watt und Arnold Wilkins führten dort am 26. Februar 1935 den ersten britischen Radar-Feldversuch durch. Die Sendestation wurde am 28. März 1992 durch BBC geschlossen und dient heute nur mehr in Teilen der Flugsicherung.

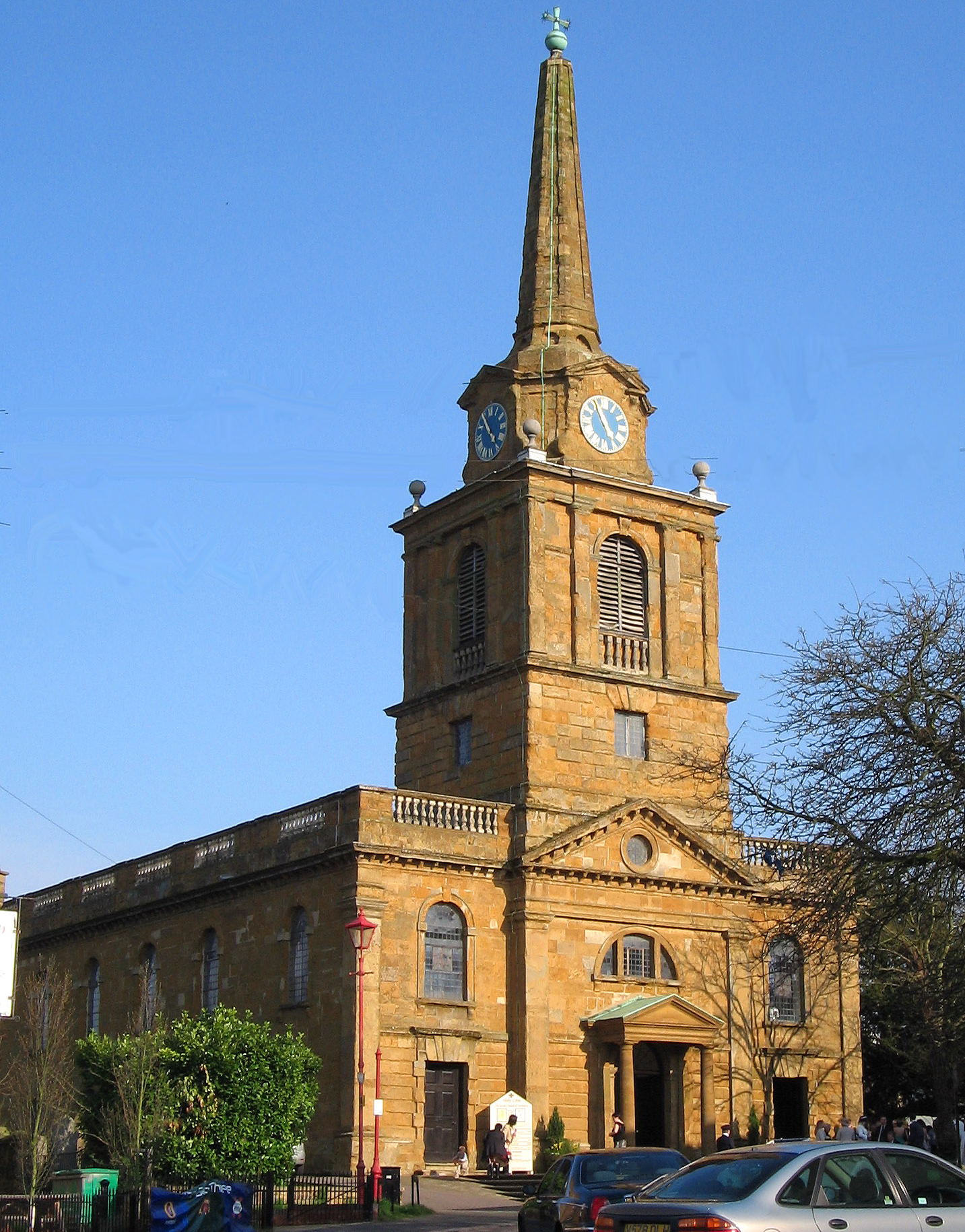
Kirche Holy Cross

Bis in die 1950er Jahre blieb Daventry eine Kleinstadt, 1950 lebten etwa 6.000 Einwohner in dem Ort. In den folgenden Jahren ergab sich nicht zuletzt durch die Ansiedlung verschiedener Betriebe wie dem Kugellagerhersteller British Timken ein starkes Bevölkerungswachstum, so dass sich die Einwohnerzahl bis Mitte der 1970er Jahre auf etwa 20.000 erhöhte.

## Umschlagbahnhof Daventry
In den 1990er Jahren entstand an der Kreuzung der Bahnstrecke West Coast Main Line zwischen London und Coventry mit der Autobahn M1 das Daventry International Railfreight Terminal (DIRFT), ein Umschlagbahnhof des Kombinierten Verkehrs. Der Name des durch das Unternehmen Tibbett&Britten betriebenen Terminals ist insofern irreführend, als die Anlage über zehn Kilometer nördlich von Daventry liegt. Alle vier im Schienengüterverkehr tätigen Bahngesellschaften Großbritanniens, Direct Rail Services (DRS), DB Cargo UK, Freightliner und GB Railfreight, fahren das DIRFT an. Das Terminal zählt mittlerweile zu den größten nicht an der Küste gelegenen Umschlagbahnhöfen Großbritanniens.

## Persönlichkeiten
- William Westbrooke Burton (1794–1888), britisch-australischer Rechtsanwalt, Richter und Politiker
- Tom Boardman, Baron Boardman (1919–2003),  Solicitor, Manager, Bankier und Politiker (Conservative Party)
- Alison Wheeler (* 1972), Sängerin